# Utricularia macrorhiza
Espèce
Utricularia macrorhiza est une espèce de plantes à fleurs de la famille des Lentibulariaceae. C'est une plante carnivore aquatique suspendue vivace originaire d'Amérique du Nord et d'Asie tempérée orientale.